# バードマン あるいは（無知がもたらす予期せぬ奇跡）
『バードマン あるいは（無知がもたらす予期せぬ奇跡）』（原題: Birdman or (The Unexpected Virtue of Ignorance)）は、2014年のアメリカ合衆国のドラマ映画。監督はアレハンドロ・ゴンサレス・イニャリトゥ、主演はマイケル・キートン。
第87回アカデミー賞作品賞をはじめとする数々の映画賞を受賞している。

## ストーリー
主人公のリーガンは落ち目のハリウッド俳優である。かつては『バードマン』という3本のブロックバスター映画でスーパーヒーローのバードマンを演じスターの座を掴んだが、以降はヒット作に恵まれぬまま20年以上が経過して60代となり、世間からは「かつてバードマンを演じた俳優」の烙印を押される始末だった。私生活でもトラブルは絶えず、仲違いのために妻のシルヴィアとは離婚し、娘のサムは素行不良の挙句薬物に手を染めている。リーガン自身も零落した自分を嘲る心の声（＝バードマン）に悩まされていた。彼が1人になるとバードマンが現れ、ハリウッドへ戻れと囁くのだ。
リーガンはアーティストとしての自分に存在意義を見いだそうと、ブロードウェイ進出という無謀な決断をする。俳優を志す切っ掛けとなったレイモンド・カーヴァーの短編小説『愛について語るときに我々の語ること』を自ら舞台向けに脚色し、演出及び主演を務めることにしたのだ。プロダクションは親友の弁護士ジェイクが担当し、共演者にはリーガンの恋人であるローラと、初めてブロードウェイの劇に出演するレスリーが選ばれた。また、薬物依存症から回復したばかりのサムをアシスタントとして加えると準備は着々と進み、本公演前のプレビュー公演を迎えることになる。
プレビュー初演の前日、リハーサル中に負傷した俳優の代役として、ブロードウェイで活躍するマイクが選ばれる。俳優として類稀な才能を見せながらも身勝手極まりないマイクの言動はスタッフを振り回し、3度のプレビュー公演の内、2つは台無しになってしまう。『ニューヨークタイムズ』のインタビュー記事は虚言ばかりのマイクの記事が一面を飾り、リーガンの記事は後方へと追いやられていた。カムバックを目論むリーガンにとって、マイクはまさに目の上のたんこぶだった。
最後のプレビュー公演中、出番の合間に喫煙のため外へ出たリーガンだが、運悪くドアが閉ざされて衣装姿のまま外へ閉め出されてしまう。リーガンはドアに挟まってしまったローブを脱ぎ捨て、ブリーフ姿でニューヨークの大通りを歩いて劇場の入口から中に入り、何とかラストシーンを演じ切る。リーガンがブリーフ姿で歩く様は一般人によって撮影され、その映像はYouTubeで100万回以上も再生された。リーガンにとっては不本意だったが、彼の姿は話題を呼んだ。
本公演の前夜、リーガンは舞台近くのバーで批評家のタビサと会い、「芝居を酷評する」と宣言される。彼女の発言力は大きく、舞台公演が今後ロングランとなるか、それとも打ち切りとなるかを左右するほどだった。リーガンは呆然とした様子で街を歩き、道端で夜を明かすとバードマンの声で目を覚ます。リーガンの背後に現れたバードマンは、彼を再び大作映画の世界へ向かわせるべく虚構の世界へと誘う。リーガンが指を鳴らすと街は戦闘部隊と怪物の戦いによって火の海となり、屋上から飛び立てばバードマンの如くニューヨークの空を飛び回ることができた。
始まった本公演の初日、リーガン扮するエディの拳銃自殺で幕切れとなるラストシーンを迎えると、リーガンのおかしな様子に演者は顔を見合わせる。リーガンは観客の前へ立つと拳銃を頭へ突きつけ、発砲と同時に倒れた。舞台に飛び散った血に観客は一瞬ざわめくも、やがてスタンディングオベーションを送る。その渦中、前列にいたタビサは興奮する観客を無視して劇場から立ち去っていく。
リーガンが目を覚ましたのは病院のベッドだった。彼の放った弾丸は頭ではなく鼻を捉え、辛くも一命を取り留めたのだ。ジェイクが持ちこんだ新聞の一面には、観客に銃口を向けたリーガンの写真がプリントされている。タビサによる記事では、リーガンの自殺未遂は小道具と本物の拳銃とを取り違えて使用したためであり、それによって生まれた今回の事件を「無知がもたらす予期せぬ奇跡」と銘打っていた。事件は世間の注目を集め、多くの人がリーガンの復活を心待ちにしていた。
1人になったリーガンは鏡の前に立ち、顔を覆うガーゼを外す。吹き飛んだ鼻は整形され、さながらバードマンのような鋭い鼻に変貌していた。リーガンは傍らに見えるバードマンに別れを告げると、病室の大きな窓から体を乗り出して窓枠に立ち上がる。直後に病室へ戻ってきたサムは、忽然と消えたリーガンを探して開け放たれた窓から下を見るが、目に入ってきた光景に戸惑いを見せる。続いて顔を上げ空へ目を向けたサムは目を見開き、笑みを浮かべた。

## キャスト
※括弧内は日本語吹替
- リーガン・トムソン - マイケル・キートン（牛山茂）

本作の主人公。かつてヒーロー映画「バードマン」のシリーズで主演した元スター俳優。名声を取り戻すためにブロードウェイでの舞台公演を手がける。長年つきまとう心の声=バードマンに悩まされる。
- マイク・シャイナー - エドワード・ノートン（宮本充）

ブロードウェイの有名俳優。負傷したラルフの代役として舞台に参加し、優れた才能を発揮するが、破天荒な行動ゆえにリーガンとは対立する。
- サマンサ（サム）・トムソン - エマ・ストーン（武田華）

リーガンの娘。薬物依存症で、以前は治療のために施設へ入っていた。現在はリーガンの付き人をしている。
- レズリー・トルーマン - ナオミ・ワッツ（岡寛恵）

ブロードウェイの舞台に初出演する女優。マイクの同棲中の恋人。
- ジェイク - ザック・ガリフィアナキス（丸山壮史）

リーガンの弁護士で、彼の親友。舞台のプロデューサーも担う。
- ローラ・オーバーン - アンドレア・ライズボロー（たなか久美）

舞台女優。リーガンとはおよそ2年間交際している。
- シルヴィア - エイミー・ライアン

リーガンの元妻でサムの母親。
- タビサ・ディッキンソン - リンゼイ・ダンカン（定岡小百合）

ニューヨーク・タイムズの演劇批評家をしている、いつも不機嫌そうな老婆。彼女の批評1つで舞台の打ち切りが決まってしまうほどの発言力を持っている。
- アニー - メリット・ウェヴァー： 舞台監督。
- ラルフ - ジェレミー・シャーモス（英語版）

舞台俳優。リーガンの舞台に立つはずだったが、練習中の事故で負傷して降板。この件でリーガンを訴えると息巻いた。
- ミスター・ラス - フランク・リドリー
- ガブリエル - ダミアン・ヤング（英語版）： 記者。
- クララ - ナタリー・ゴールド： 記者。
- ハン - キーナン・シミズ： 記者。

その他の日本語吹き替え：魚建、樋口あかり、入江純、ふくまつ進紗、岡田恵、黒澤剛史、早川舞、後藤光祐、野川雅史

## 製作

### 撮影
2013年3月、ニューヨークで主要撮影が開始された。劇場のシーンは4月から5月にかけて、30日以上にわたって行われた。本作のほとんどはニューヨーク、マンハッタンの44丁目にあるセント・ジェームズ劇場とその周辺で撮影された。バーの店内でのシーンは48丁目にあるバーが使用された。セント・ジェームズ劇場の近くのバーであるかのように見せるため、視覚効果が用いられた。
本作の撮影を担当したエマニュエル・ルベツキによると、本作が1回の長回しで撮影されたものだと観客に思わせるために、本作のカメラワークと編集には非常に高度な技術を要したという。また、脚本を執筆したニコラス・ジャコボーン、アーマンド・ボー、アレクサンダー・ディネラリス・Jrによると、長回しという方法は監督のアイディアのなかに最初からあったのだが、「権力を持ち」「発言力のある」人々が長回しによる撮影に反対したとのことである。

### 音楽
2014年1月7日、メキシコ出身のジャズ・ドラマー、アントニオ・サンチェスが本作で使用される楽曲を作曲することになった。なお、本作のサウンドトラックは2014年10月14日に発売された。
ドラマーのネイト・スミスがドラマー役で出演している。

## 公開
2014年1月10日、本作が第71回ヴェネツィア国際映画祭のオープニング作品に選ばれたと報じられた。同年10月17日、本作はアメリカで公開された。

## 評価
本作は演出・演技・音楽・撮影・脚本など全てが大いに賞賛された。映画批評集積サイトRotten Tomatoesには256件のレビューがあり、批評家支持率は93%、平均点は10点満点で8.5点となっている。サイト側による批評家の意見の総括は「アレハンドロ・ゴンサレス・イニャリトゥ監督にとって驚異的な躍進となる作品だ。『バードマン あるいは（無知がもたらす予期せぬ奇跡）』は奥深いストーリーとマイケル・キートンとエドワード・ノートンの見事な演技に支えられている。技巧を凝らした野心的な作品だ。」となっている。また、Metacriticには46件のレビューがあり、加重平均値は89/100となっている。
中でも、マイケル・キートンの演技に対する称賛は並外れており、「21世紀を代表するカムバックだ。」「オスカー像をとるべき男だ。」などと多くの批評家から激賞されている。
バラエティのピーター・デブルージは本作を絶賛し、「ショービズの世界に精通した者によるショービズ自体を風刺した映画」「あらゆる創作物の水準を超えている」と述べている。デイリー・テレグラフのロビー・コリンは本作に5つ星評価で満点となる5つ星を与え、エマニュエル・ルベツキの撮影技術を称賛した。リチャード・ローパーは本作にA評価を下し、「マイケル・キートンはオスカーの有力候補だ。」と語った。
ゴールデングローブ賞には最多7部門にノミネートされ、主演男優賞、脚本賞の2部門を受賞。
アカデミー賞には、最多9部門にノミネートされ、作品賞、監督賞、脚本賞、撮影賞の4部門を受賞している。
英国映画協会が発行する「サイト&サウンド」誌が選ぶ2014年の映画トップ20では16位、米ローリング・ストーン誌が選ぶ2014年の映画ベスト10で第2位を獲得。
アメリカ映画協会（AFI）が選ぶ2014年のベスト映画トップ10に選ばれた。
2015年2月23日にWOWOWで生放送された「第87回アカデミー賞授賞式」で、寺島しのぶが、放送当時日本では未公開だった当作のラストシーンについて堂々とネタバレを話し、大顰蹙を買う騒ぎがあった。

## 受賞
| 賞                                     | カテゴリ                              | 対象 | 結果       |
| -------------------------------------- | ------------------------------------- | --- | ---------- |
| 全米映画俳優組合賞                     | 主演男優賞                            | マイケル・キートン                                                                                              | ノミネート |
| 全米映画俳優組合賞                     | 助演男優賞                            | エドワード・ノートン                                                                                            | ノミネート |
| 全米映画俳優組合賞                     | 助演女優賞                            | エマ・ストーン                                                                                                  | ノミネート |
| 全米映画俳優組合賞                     | キャスト賞                            | | 受賞       |
| ゴッサム・インディペンデント映画賞     | 作品賞                                | | 受賞       |
| ゴッサム・インディペンデント映画賞     | 俳優賞                                | マイケル・キートン                                                                                              | 受賞       |
| ヴェネツィア国際映画祭                 | 金獅子賞                              | アレハンドロ・ゴンサレス・イニャリトゥ                                                                          | ノミネート |
| ヴェネツィア国際映画祭                 | 金若獅子賞                            | アレハンドロ・ゴンサレス・イニャリトゥ                                                                          | 受賞       |
| ヴェネツィア国際映画祭                 | P. Nazareno Taddei Award              | アレハンドロ・ゴンサレス・イニャリトゥ                                                                          | 受賞       |
| ヴェネツィア国際映画祭                 | Future Film Festival Digital Award    | アレハンドロ・ゴンサレス・イニャリトゥ                                                                          | 受賞       |
| ヴェネツィア国際映画祭                 | Soundtrack Stars for Best Score Award | アントニオ・サンチェス                                                                                          | 受賞       |
| ハリウッド映画賞                       | 撮影賞                                | エマニュエル・ルベツキ                                                                                          | 受賞       |
| ナショナル・ボード・オブ・レビュー賞   | 作品賞トップ10                        | | 受賞       |
| ナショナル・ボード・オブ・レビュー賞   | 主演男優賞                            | マイケル・キートン                                                                                              | 受賞       |
| ナショナル・ボード・オブ・レビュー賞   | 助演男優賞                            | エドワード・ノートン                                                                                            | 受賞       |
| ボストン・オンライン映画批評家協会賞   | 監督賞                                | アレハンドロ・ゴンザレス・イニャリトゥ                                                                          | 受賞       |
| ボストン・オンライン映画批評家協会賞   | 助演男優賞                            | エドワード・ノートン                                                                                            | 受賞       |
| ボストン・オンライン映画批評家協会賞   | トップ10作品                          | | 7位        |
| ボストン・オンライン映画批評家協会賞   | アンサンブル演技賞                    | | 受賞       |
| ボストン・オンライン映画批評家協会賞   | 撮影賞                                | エマニュエル・ルベツキ                                                                                          | 受賞       |
| ボストン映画批評家協会賞               | 主演男優賞                            | マイケル・キートン                                                                                              | 受賞       |
| ボストン映画批評家協会賞               | 助演女優賞                            | エマ・ストーン                                                                                                  | 受賞       |
| ボストン映画批評家協会賞               | 脚本賞                                | アレハンドロ・ゴンサレス・イニャリトゥ ニコラス・ジャコボーン アーマンド・ボー アレクサンダー・ディネラリス・Jr | 受賞       |
| ボストン映画批評家協会賞               | 撮影賞                                | エマニュエル・ルベツキ                                                                                          | 受賞       |
| ロサンゼルス映画批評家協会賞           | 撮影賞                                | エマニュエル・ルベツキ                                                                                          | 受賞       |
| ロサンゼルス映画批評家協会賞           | 主演男優賞                            | マイケル・キートン                                                                                              | 次点       |
| ロサンゼルス映画批評家協会賞           | 助演男優賞                            | エドワード・ノートン                                                                                            | 次点       |
| ロサンゼルス映画批評家協会賞           | 脚本賞                                | アレハンドロ・ゴンサレス・イニャリトゥ ニコラス・ヒアコボーネ アレクサンダー・ディネラリス・Jr.                 | 次点       |
| ワシントンD.C.映画批評家協会賞         | 作品賞                                | | ノミネート |
| ワシントンD.C.映画批評家協会賞         | 監督賞                                | アレハンドロ・ゴンサレス・イニャリトゥ                                                                          | ノミネート |
| ワシントンD.C.映画批評家協会賞         | 主演男優賞                            | マイケル・キートン                                                                                              | 受賞       |
| ワシントンD.C.映画批評家協会賞         | 助演男優賞                            | エドワード・ノートン                                                                                            | ノミネート |
| ワシントンD.C.映画批評家協会賞         | 助演女優賞                            | エマ・ストーン                                                                                                  | ノミネート |
| ワシントンD.C.映画批評家協会賞         | アンサンブル演技賞                    | | 受賞       |
| ワシントンD.C.映画批評家協会賞         | 脚本賞                                | アレハンドロ・ゴンサレス・イニャリトゥ アーマンド・ボー ニコラス・ジャコボーン アレクサンダー・ディネラリス・Jr | 受賞       |
| ワシントンD.C.映画批評家協会賞         | 撮影賞                                | エマニュエル・ルベツキ                                                                                          | 受賞       |
| ワシントンD.C.映画批評家協会賞         | 編集賞                                | スティーヴン・ミリオン ダグラス・クライス                                                                       | 受賞       |
| ワシントンD.C.映画批評家協会賞         | 美術賞                                | ケヴィン・トンプソン ジョージ・デティッタ・Jr                                                                   | ノミネート |
| ワシントンD.C.映画批評家協会賞         | 作曲賞                                | アントニオ・サンチェス                                                                                          | ノミネート |
| アフリカン・アメリカン映画批評家協会賞 | 作品賞トップ10                        | | 7位        |
| サンフランシスコ映画批評家協会賞       | オリジナル脚本賞                      | アレハンドロ・ゴンサレス・イニャリトゥ アーマンド・ボー ニコラス・ジャコボーン アレクサンダー・ディネラリス・Jr | 受賞       |
| サンフランシスコ映画批評家協会賞       | 主演男優賞                            | マイケル・キートン                                                                                              | 受賞       |
| サンフランシスコ映画批評家協会賞       | 助演男優賞                            | エドワード・ノートン                                                                                            | 受賞       |
| サンフランシスコ映画批評家協会賞       | 作品賞                                | | ノミネート |
| サンフランシスコ映画批評家協会賞       | 監督賞                                | アレハンドロ・ゴンサレス・イニャリトゥ                                                                          | ノミネート |
| サンフランシスコ映画批評家協会賞       | 助演女優賞                            | エマ・ストーン                                                                                                  | ノミネート |
| サンフランシスコ映画批評家協会賞       | 撮影賞                                | エマニュエル・ルベツキ                                                                                          | ノミネート |
| サンフランシスコ映画批評家協会賞       | 美術賞                                | ケヴィン・トンプソン                                                                                            | ノミネート |
| サンフランシスコ映画批評家協会賞       | 編集賞                                | ダグラス・クライス スティーヴン・ミリオン                                                                       | ノミネート |
| トロント映画批評家協会賞               | 助演男優賞                            | エドワード・ノートン                                                                                            | 次点       |
| 第1回ピープル・マガジン・アワード      | 映画パフォーマンス賞（男優）          | マイケル・キートン                                                                                              | 受賞       |
| ノーステキサス映画批評家協会賞         | アンサンブル・キャスト賞              | | 受賞       |
| オクラホマ映画批評家協会賞             | 作品賞トップ10                        | | 2位        |
| オクラホマ映画批評家協会賞             | 主演男優賞                            | マイケル・キートン                                                                                              | 受賞       |
| オクラホマ映画批評家協会賞             | 助演男優賞                            | エドワード・ノートン                                                                                            | 受賞       |
| インディペンデント・スピリット賞       | 作品賞                                | | 受賞       |
| インディペンデント・スピリット賞       | 監督賞                                | アレハンドロ・ゴンサレス・イニャリトゥ                                                                          | ノミネート |
| インディペンデント・スピリット賞       | 主演男優賞                            | マイケル・キートン                                                                                              | 受賞       |
| インディペンデント・スピリット賞       | 助演男優賞                            | エドワード・ノートン                                                                                            | ノミネート |
| インディペンデント・スピリット賞       | 助演女優賞                            | エマ・ストーン                                                                                                  | ノミネート |
| インディペンデント・スピリット賞       | 撮影賞                                | エマニュエル・ルベツキ                                                                                          | 受賞       |
| ゴールデングローブ賞                   | 作品賞                                | | ノミネート |
| ゴールデングローブ賞                   | 監督賞                                | アレハンドロ・ゴンサレス・イニャリトゥ                                                                          | ノミネート |
| ゴールデングローブ賞                   | 主演男優賞                            | マイケル・キートン                                                                                              | 受賞       |
| ゴールデングローブ賞                   | 助演男優賞                            | エドワード・ノートン                                                                                            | ノミネート |
| ゴールデングローブ賞                   | 助演女優賞                            | エマ・ストーン                                                                                                  | ノミネート |
| ゴールデングローブ賞                   | 脚本賞                                | アレハンドロ・ゴンサレス・イニャリトゥ アーマンド・ボー ニコラス・ジャコボーン アレクサンダー・ディネラリス・Jr | 受賞       |
| ゴールデングローブ賞                   | 作曲賞                                | アントニオ・サンチェス                                                                                          | ノミネート |
| アカデミー賞                           | 作品賞                                | | 受賞       |
| アカデミー賞                           | 監督賞                                | アレハンドロ・ゴンサレス・イニャリトゥ                                                                          | 受賞       |
| アカデミー賞                           | 主演男優賞                            | マイケル・キートン                                                                                              | ノミネート |
| アカデミー賞                           | 助演男優賞                            | エドワード・ノートン                                                                                            | ノミネート |
| アカデミー賞                           | 助演女優賞                            | エマ・ストーン                                                                                                  | ノミネート |
| アカデミー賞                           | 脚本賞                                | アレハンドロ・ゴンサレス・イニャリトゥ アーマンド・ボー ニコラス・ジャコボーン アレクサンダー・ディネラリス・Jr | 受賞       |
| アカデミー賞                           | 撮影賞                                | エマニュエル・ルベツキ                                                                                          | 受賞       |
| アカデミー賞                           | 録音賞                                | ジョン・テイラー フランク・A・モンタノ トーマス・ヴァーガ                                                       | ノミネート |
| アカデミー賞                           | 音響編集賞                            | マーティン・ヘルナンデス アーロン・グラスコック                                                                 | ノミネート |
| 英国アカデミー賞                       | 作品賞                                | | ノミネート |
| 英国アカデミー賞                       | 監督賞                                | アレハンドロ・ゴンサレス・イニャリトゥ                                                                          | ノミネート |
| 英国アカデミー賞                       | 主演男優賞                            | マイケル・キートン                                                                                              | ノミネート |
| 英国アカデミー賞                       | 助演男優賞                            | エドワード・ノートン                                                                                            | ノミネート |
| 英国アカデミー賞                       | 助演女優賞                            | エマ・ストーン                                                                                                  | ノミネート |
| 英国アカデミー賞                       | 脚本賞                                | アレハンドロ・ゴンサレス・イニャリトゥ アーマンド・ボー ニコラス・ジャコボーン アレクサンダー・ディネラリス・Jr | ノミネート |
| 英国アカデミー賞                       | 撮影賞                                | エマニュエル・ルベツキ                                                                                          | 受賞       |
| 英国アカデミー賞                       | 編集賞                                | ダグラス・クライス スティーヴン・ミリオン                                                                       | ノミネート |
| 英国アカデミー賞                       | 作曲賞                                | アントニオ・サンチェス                                                                                          | ノミネート |
| 英国アカデミー賞                       | 音響賞                                | ジョン・テイラー フランク・A・モンタノ トーマス・ヴァーガ マーティン・ヘルナンデス アーロン・グラスコック       | ノミネート |
| サテライト賞                           | 作品賞                                | | 受賞       |
| サテライト賞                           | 監督賞                                | アレハンドロ・ゴンサレス・イニャリトゥ                                                                          | ノミネート |
| サテライト賞                           | 主演男優賞                            | マイケル・キートン                                                                                              | 受賞       |
| サテライト賞                           | 助演男優賞                            | エドワード・ノートン                                                                                            | ノミネート |
| サテライト賞                           | 助演女優賞                            | エマ・ストーン                                                                                                  | ノミネート |
| サテライト賞                           | オリジナル脚本賞                      | アレハンドロ・ゴンサレス・イニャリトゥ アーマンド・ボー ニコラス・ジャコボーン アレクサンダー・ディネラリス・Jr | ノミネート |
| サテライト賞                           | 撮影賞                                | エマニュエル・ルベツキ                                                                                          | ノミネート |
| サテライト賞                           | 編集賞                                | ダグラス・クライス スティーヴン・ミリオン                                                                       | ノミネート |
| サテライト賞                           | 作曲賞                                | アントニオ・サンチェス                                                                                          | 受賞       |
| サテライト賞                           | 美術賞                                | ケヴィン・トンプソン ジョージ・デティッタ・Jr スティーブン・H・カーター                                         | ノミネート |
| クリティクス・チョイス・アワード       | 作品賞                                | | ノミネート |
| クリティクス・チョイス・アワード       | コメディ映画賞                        | | ノミネート |
| クリティクス・チョイス・アワード       | 監督賞                                | アレハンドロ・ゴンサレス・イニャリトゥ                                                                          | ノミネート |
| クリティクス・チョイス・アワード       | 主演男優賞                            | マイケル・キートン                                                                                              | 受賞       |
| クリティクス・チョイス・アワード       | コメディ男優賞                        | マイケル・キートン                                                                                              | 受賞       |
| クリティクス・チョイス・アワード       | 助演男優賞                            | エドワード・ノートン                                                                                            | ノミネート |
| クリティクス・チョイス・アワード       | 助演女優賞                            | エマ・ストーン                                                                                                  | ノミネート |
| クリティクス・チョイス・アワード       | アンサンブル演技賞                    | | 受賞       |
| クリティクス・チョイス・アワード       | オリジナル脚本賞                      | アレハンドロ・ゴンサレス・イニャリトゥ アーマンド・ボー ニコラス・ジャコボーン アレクサンダー・ディネラリス・Jr | 受賞       |
| クリティクス・チョイス・アワード       | 撮影賞                                | エマニュエル・ルベツキ                                                                                          | 受賞       |
| クリティクス・チョイス・アワード       | 編集賞                                | ダグラス・クライス スティーヴン・ミリオン                                                                       | 受賞       |
| クリティクス・チョイス・アワード       | 作曲賞                                | アントニオ・サンチェス                                                                                          | 受賞       |
| クリティクス・チョイス・アワード       | 美術監督賞                            | ケヴィン・トンプソン ジョージ・デティッタ・Jr                                                                   | ノミネート |
| 映画音響協会賞                         | 実写映画部門                          | | 受賞       |
| ファイナル・ドラフト・アワード         | オリジナル脚本賞                      | | 受賞       |
| コスチューム・デザイナーズ組合賞       | 最優秀賞（コンテポラリー映画）        | | 受賞       |
| 第89回キネマ旬報ベスト・テン           | 外国映画ベスト・テン                  | | 第4位      |
| 第70回毎日映画コンクール               | 外国映画ベストワン賞                  | | 受賞       |